# El Ciclo de la Puerta de la Muerte
El Ciclo de la Puerta de la Muerte es una serie de 7 novelas de fantasía escritas por Margaret Weis y Tracy Hickman. La historia se desarrolla en una época futura, la cual está compuesta por cuatro mundos creados por los poderosos sartán mediante la separación de la tierra del Viejo Mundo. Los sartán decidieron separar el mundo debido al creciente miedo de que los patryn, sus enemigos ancestrales tomaran el control del mundo y de sus habitantes los mensch (elfos, enanos y humanos). Los sartán dividieron el mundo y también crearon el Laberinto, una prisión letal para los patryn.

## Novelas
Los títulos que comprende la saga son:
- Ala de Dragón (Dragon Wing, 1990)
- La estrella de los elfos (Elven Star, 1990)
- El mar de fuego (Fire Sea, 1991)
- El mago de la serpiente (Serpent Mage, 1992)
- La mano del caos (The Hand of Chaos, 1993)
- En el laberinto (Into the Labyrinth, 1993)
- La séptima puerta (The Seventh Gate, 1994)

## Argumento
Hace mucho tiempo, para terminar una guerra, los poderosos Sartán dividieron el mundo en cuatro mundos elementales enviando a sus enemigos, los Patryn, a una prisión laberíntica. Poco después, los Sartán desaparecieron misteriosamente. Siglos más tarde los Patryn comenzaron a escapar de su laberinto aprendiendo cómo regresar a los otros mundos. Los libros detallan como Haplo, un Patryn, recorre los cuatro mundos de fantasía preparando la conquista posterior de su maestro.
El primer Patryn capaz de cruzar la famosa Última Puerta del Laberinto es Xar, quien encuentra una hermosa ciudad deshabitada llena de libros en idioma sartán. Esta hermosa construcción recibe el nombre de Nexo. Xar encuentra en los libros antiguos que el mundo original fue dividido en cuatro, cada uno con un elemento fundamental (agua, piedra, fuego y aire). Estos mundos se encuentran conectados entre sí por un lugar llamado la Puerta de la Muerte. Xar comienza a tejer un plan con el cual conquistar los cuatro mundos para vengarse de sus enemigos los Sartán y volver a unirlos en el mundo primigenio para gobernarlo. Con la ayuda de uno de sus Patryn, de nombre Haplo, las maquinaciones de Xar comienzan a llevarse a cabo.
La serie comienza en Ariano, mundo del aire, conformado por continentes flotantes divididos en tres niveles: el Reino Inferior, donde se encuentra el mundo de los enanos, que durante interminables generaciones han vivido para sustentar una máquina llamada la Tumpa-Chumpa cuya misión en ese mundo se desconoce; el Reino Medio, donde viven en constante guerra racial los elfos y los hombres por tomar el control de la poca agua dulce que se puede encontrar en Ariano y que es un derivado de la acción de la Tumpa-chumpa; y el Reino Superior, apenas habitado donde subsiste un grupo reducido de hechiceros humanos llamados misteriarcas, que dadas las malas condiciones del lugar comenzaron a morir. Se presenta a un humano: Hugh "La Mano", un asesino a sueldo que es salvado de morir decapitado por el rey Stephen para que mate a su único hijo y heredero al trono, un chiquillo de diez años muy singular llamado Bane. La misión los lleva a recorrer todo el Reino Medio, donde son descubiertos por una nave elfa que va camino a Drevlin, continente de los enanos. Allí, Haplo estuvo a punto de morir al estrellarse su nave con el Torbellino, pero es salvado por un enano de nombre Limbeck.
Este enano es un revolucionario, que no cree que deban seguir la tradición de su oficio de familia en familia, de generación en generación. Quiere adentrarse en cuestiones más profundas sobre la Tumpa-Chumpa y formula preguntas como la finalidad de la máquina, su creador o el motivo. El pueblo de enanos que viven para servir a la Tumpa-Chumpa empieza a cuestionarla y las autoridades enanas empiezan a temer de que haya una revuelta por lo que enjuician a Limbeck y lo expulsan, mandándolo al mundo de abajo; sin embargo, había una tradición: tenían que enviar al acusado en un pájaro de madera y si sobrevivía los dioses lo habrían perdonado pero si moría los dioses hubieran hecho justicia.
Cuando Haplo emprende el viaje hacia Ariano por órdenes de Xar, tiene que cruzar la Puerta de la Muerte y su nave con runas es muy débil, por lo cual casi queda destrozada y aterriza en el mundo bajo de Ariano, quedando inconsciente al igual que su perro hasta que es rescatado por Limbeck, que buscaba un refugio para que no le alcanzasen las lluvias torrenciales, los rayos y los grandes granizos.
Cuando Limbeck divisa la nave empieza a creer que realmente existen los dioses y que lo estaban esperando para hacerle justicia por rebelarse al gobierno de los enanos. Sin embargo, al descubrir que la nave no aterrizó, sino que se estrelló y que el dios en su interior estaba malherido y podía morir, empieza a cuestionarse su primer impresión.

## Personajes
- Haplo - Es un patryn que ha logrado escapar del Laberinto. El Señor del Nexo le ha enviado a través de la Puerta de la Muerte a los cuatro mundos elementales para sembrar el caos.
- Perro - El perro de Haplo, mestizo y grande.
- Xar - Es el que llaman "Señor del Nexo". Fue el primer patryn en escapar del Laberinto y llegar al Nexo.
- Alfred - Alfred no es su verdadero nombre. Alfred es un sartán de Ariano, el mundo del aire. Es asustadizo, y se desmaya en los momentos más inoportunos.
- Hugh La Mano - Un asesino a sueldo de Ariano, y uno de los mejores. El rey de los humanos del Reino Medio de Ariano le encomienda asesinar a Bane, y conocerá a Alfred.
- Bane - Originario de Ariano, Bane cumple el papel como hijo de los Reyes de los Humanos en el Reino Medio, siendo realmente hijo de un misteriarca.

## Adaptaciones
- Legend Entertainment realizó una aventura gráfica llamada Death Gate (Puerta de la Muerte) basado en la saga. El juego está basado en los cuatro primeros libros, aunque por el final también contiene una escena que representa la batalla final en la Séptima Puerta. En YouTube hay un vídeo de la presentación del juego.[1]
- Según Tracy Hickman, Margaret Weis Productions espera poder algún día sacar a la luz un juego de rol de El Ciclo de la Puerta de la Muerte, pero aparentemente no hay indicios de que esto se vaya a producir.